# Live at Grimey’s
Live at Grimey's – album koncertowy amerykańskiego zespołu thrash metalowego Metallica. Został wydany 26 listopada 2010 roku. Zawiera nagranie z koncertu, który odbył się 12 czerwca 2008 w piwnicy sklepu Grimey's Record Store w Nashville.

## Lista utworów
| Nr | Tytuł utworu                                                   | Długość |
| -- | -------------------------------------------------------------- | ------- |
| 1. | „No Remorse”                                                   | 4:54    |
| 2. | „Fuel”                                                         | 4:28    |
| 3. | „Harvester of Sorrow”                                          | 6:18    |
| 4. | „Welcome Home (Sanitarium)”                                    | 7:29    |
| 5. | „For Whom the Bell Tolls (with The Frayed Ends of Sanity Jam)” | 9:52    |
| 6. | „Master of Puppets”                                            | 8:45    |
| 7. | „Sad But True”                                                 | 5:51    |
| 8. | „Motorbreath”                                                  | 3:13    |
| 9. | „Seek & Destroy”                                               | 7:51    |
|    |                                                                | 58:41   |

## Twórcy
- James Hetfield – wokal, gitara rytmiczna
- Lars Ulrich – perkusja
- Kirk Hammett – gitara prowadząca
- Robert Trujillo – gitara basowa